# Хьюлетт, Уильям Реддингтон
Уильям Реддингтон Хьюлетт (англ. William Reddington Hewlett, 20 мая 1913 — 12 января 2001) — американский инженер, соучредитель компании «Hewlett-Packard» (HP, вместе с Дэвидом Паккардом).

## Ранние годы
Родился в Анн-Арборе в штате Мичиган, где его отец преподавал в медицинской школе Мичиганского университета. В возрасте двух лет переехал с семьёй в Ок-Бруке, Иллинойс, в три года переехал в Сан-Франциско после того, как его отец, Альбион Уолтер Хьюлетт, занял аналогичную должность в медицинской школе Стэнфорда, расположенной в то время в Сан-Франциско. По окончании школы был принят в Стэнфордский университет в память об отце, умершем от опухоли мозга в 1925 году. Получил диплом бакалавра в 1934 году в Стэнфорде и диплом магистра (инженера-электрика) в Массачусетском технологическом институте в 1936 году. Во время обучения был членом студенческого объединения «Каппа Сигма». В Стэнфорде посещал курсы, преподававшиеся Фредериком Терманом, и познакомился с Дэвидом Паккардом.

## Карьера
В августе 1937 года Хьюлетт начал обсуждать с Паккардом возможность создания совместной компании. Она была основана 1 января 1939 года. Согласно легенде, Хьюлетт выиграл в орлянку у Паккарда право поместить своё имя первым в названии компании (другой вариант легенды: выиграл на самом деле Паккард, но предпочёл поместить имя Хьюлетта на первое место). Первоначально организованная как товарищество, Хьюлетт-Паккард стала корпорацией лишь в 1947 году, и публичной компанией в 1957 году. Их первый прорыв произошел, когда Disney приобрела у них несколько звуковых генераторов для использования в производстве фильма «Фантазия».
Хьюлетт служил в армии во время Второй мировой войны в качестве офицера корпуса связи. Затем он возглавил секцию электроники Отдела разработок, новую часть Специального штаба Военного министерства. После войны он был частью специальной группы, которая инспектировала японскую промышленность.
Молодой Стив Джобс, которому тогда было 12 лет, позвонил в компанию и запросил любые доступные запчасти для счетчика частоты, который он собирал. Хьюлетт, впечатленный инициативой Джобса, предложил ему летнюю работу по сборке счетчиков частоты. Тогда Джобс восхищался HP, считая ее одной из немногих компаний, которые «были созданы на века, а не просто для того, чтобы зарабатывать деньги». Стив Возняк, соучредитель Apple вместе с Джобсом, пять раз безуспешно пытался продать компьютер Apple I компании HP во время работы там. Ранние компьютеры Apple были построены с использованием деталей HP в соответствии с официальным выпуском HP. По поводу упущенной возможности Хьюлетт, как сообщается, сказал: Что-то выигрываешь, что-то теряешь.
Хьюлетт проработал президентом Хьюлетт-Паккард с 1964 по 1977, и CEO с 1968 по 1978, когда его сменил на этом посту Джон Янг. Хьюлетт оставался председателем исполнительного комитета до 1983, а затем был заместителем председателя совета директоров (до 1987 года).

## Личная жизнь
В 1939 году он женился на Флоре Ламсон, у пары родились 5 детей: Элеонора, Уолтер, Джеймс, Уильям и Мэри. Есть 12 внуков. Его жена умерла в 1977 году. В 1978 году Хьюлетт женился на Розмари Копмейер Брэдфорд.
Хьюлетт был убежденным защитником природы и заядлым любителем активного отдыха. Как фотограф-любитель и ботаник, он сделал много фотографий и образцов полевых цветов. Некоторые из них были переданы в дар Калифорнийской академии наук.

## Смерть
Он умер от сердечной недостаточности в Пало-Альто, штат Калифорния, 12 января 2001 года в возрасте 87 лет и был похоронен в мемориальном парке Лос-Гатос, Сан-Хосе, Калифорния.

## Награды
- Медаль основателей IEEE (1973)
- Национальная научная медаль США (1988)
- Премия основателей NAE (1993)
- Премия Лемельсона (1995)